# Richard Simon (Maler)
Richard Simon (* 1898 in München; † 1993 in Berlin) war ein deutscher expressionistischer Maler, der unter dem Künstlernamen Simmerl in Erscheinung trat. Sein Porträt ist auf dem Plakat der Olympischen Spiele 1936 in Berlin zu sehen.

## Künstlerische Arbeit
Expressionistische Motive, Bilder mit milchiger Mattheit durch viel Kreide in die Ölfarbe eingemischt. Skandinavische und südliche Landschaften, Städtebilder Paris, Wälder aus dem Märkischen Land, Porträts seiner Freunde; überwiegend Ölfarbe auf Malerkarton oder Leinwand; einige Rötel- und Kreidezeichnungen; alle Werke signiert als „SIM“. Simmerl arbeitete in einem Atelier in Berlin, in der Nähe des Kurfürstendamm, das er von Adele Sandrock erwarb. Er malte dort bis zum Jahre 1991 im hohen Alter von 93 Jahren noch täglich. Im Jahre 1991 stellte Simmerl sein letztes Bild fertig und verkaufte es im Jahre 1992 an einen privaten Sammler, den er in seinem Brief mit „Lieber E..“ ansprach.
Simmerls Bilder zeigen klar die Entwicklung des Malers über die Jahre: hell strahlende gelb-grüne Frühlings- und Sommerfarben wandelten sich zu dunkleren blau-grünen Herbsttönen.

## Das Plakat der Olympischen Spiele in Berlin 1936
Der Propaganda-Ausschuss für die Olympischen Spiele Berlin 1936 beauftragte den ungarischen Pressezeichner Theo Matejko, einen der Entwürfe für das offizielle Plakat der Olympiade 1936 zu erstellen. Dieser porträtierte seinen besten Freund, Simmerl, als Ganzkörper-Akt, einen Lorbeerkranz haltend, das Brandenburger Tor mit aufgehender Sonne im Rücken. Die nationalsozialistischen Verantwortlichen jedoch bestanden darauf, dass die Männlichkeit des Modells mit einer Schärpe samt Kokarde zu bedecken sei. Ein silbernes Hakenkreuz sollte darüber hinaus die Kokarde zieren, was Simmerl – nicht salonfähig; der historischen Wahrheit wegen jedoch zitiert – mit den Worten „an meine Eier kommt kein Hakenkreuz“ kategorisch ablehnte. Damit war Matejkos Entwurf abgelehnt; seine 5000 Mark bereits erhaltenen Vorschuss durfte der Graphiker behalten.
Die Grundidee und ein erheblicher Teil des Entwurfs jedoch wurde von einem Graphiker-Team in die Endfassung des Plakats integriert, welche heute offiziell Franz Würbel zugeschrieben wird, was Simmerls Gesicht und ein Teil seines Torsos „verewigte“.

## Freundeskreis
Simmerl war einer der vielen Tausend Künstler, die Berlin in den „Goldenen Zwanziger Jahren“ nach dem Ersten Weltkrieg zu einer kulturellen Hochburg Europas machten. Zeit seines Lebens durfte Simmerl, neben Theo Matejko, die Schriftsteller und Dichter Joachim Ringelnatz, Erich Kästner sowie die Theater- und Filmdarsteller Tilla Durieux, die er porträtierte, Adele Sandrock, Käthe Dorsch, Käthe Haack und Hans Söhnker zu seinen Freunden zählen. Die letzten 15–20 Jahre seines Lebens verbanden Simmerl aufs Engste mit dem Opernsänger (Bassbariton) und Hochschullehrer Josef Greindl, der im gleichen Jahre, 1993, verstarb wie sein Freund.
Simmerls Bilder, die er stets seine „Kinder“ nannte, hingen in den Wohnungen von Josef Greindl, Hans Söhnker und Käthe Haack. Simmerl verkaufte nur so viele Bilder wie nötig, um seinen bescheidenen Lebensunterhalt zu bestreiten, was sich allerdings im Laufe seines langen Lebens zu einer erheblichen Anzahl aufsummierte. Mitunter werden Bilder Simmerls auf dem offenen Kunstmarkt angeboten.